# Daniel Cebrián Torrallas
Daniel Cebrián Torrallas (Madrid, 1967) és un guionista i director de cinema espanyol. És fill del periodista Juan Luis Cebrián.
Va començar dirigint curtmetratges i el seu primer llargmetratge Cascabel fou guardonada amb la Violette d'or al Festival de Cinema d'Espanya de Tolosa de Llenguadoc. El 2005 fou un dels directors que col·laborà en la pel·lícula col·lectiva ¡Hay motivo!, que fou nominada al Goya a la millor pel·lícula documental. El 2006 dirigiria Segundo asalto amb la que fou nominada a l'Espiga d'Or i va guanyar el premi al millor director novell a la Seminci i el premi nous realitzadors als XV Premis Turia. Després ha dirigit alguns episodis de sèries de televisió, la més reeixida la minisèrie de Telecinco 11-M, para que nadie lo olvide (2011) sobre l'atemptat de Madrid de l'11 de març de 2004.

## Filmografia
- Dolor y vida: Un acercamiento a 'La flor de mi secreto'  (1995)
- Un solo de cello (1997)
- Cascabel (2000)
- ¡Hay motivo! (segment "Legalidad") (2005)
- Segundo asalto (2006)
- Hay alguien ahí (sèrie de televisió, 2009)
- 11-M, para que nadie lo olvide (2011)
- Ángel o demonio (2011)
- El País con la Constitución (documental, 2016)